# Atletica leggera ai V Giochi mondiali militari
Ai V Giochi mondiali militari di Rio de Janeiro nel 2011 vennero assegnati 35 titoli in gare di atletica leggera, di cui 20 maschili e 1 femminili.
- Durata del programma: dal 17 luglio al 23 luglio.
- Sede delle gare: Estádio Olímpico João Havelange di Rio de Janeiro.
- 35 gare in programma (20 maschili e 15 femminili).
- Nell'atletica maschile: 5 nuovi record dei Giochi.
- Nell'atletica femminile: 5 nuovi record dei Giochi.

Le gare di atletica leggera ai V Giochi mondiali militari hanno avuto luogo dal 17 al 23 luglio 2011 presso l'Estádio Olímpico João Havelange di Rio de Janeiro. Le gare di maratona si svolsero in concomitanza con l'annuale maratona di Rio de Janeiro il 17 luglio, mentre gli eventi su pista si svolsero tra il 19 e il 23 luglio.
Il paese ospitante, il Brasile, si posizionò in testa al medagliere dei Giochi con ben 14 medaglie, di cui 14 d'oro. Al secondo posto di classificò il Kenya, con 6 ori per un totale di 15 medaglie. 26 paesi guadagnarono almeno una medaglia dei Giochi.
In questa edizione dei Giochi è tornata la maratona, dopo che era stata tolta dal programma nel 2007, ma non si svolsero le gare di marcia e il decathlon. Nonostante l'aumento delle specialità femminili, si ebbero solo 3 concorsi femminili.
Durante questa edizione dei Giochi mondiali militari sono stati infranti ben 10 record dei giochi, 5 maschili e 5 femminili, oltre a 3 record nazionali (quello iraniano dei 400 m maschili, quello eritreo degli 800 m maschili e quello indonesiano dei 5000 m maschili).

## Record infranti
| Atleta                                                          | Gara                | Nazionalità | Record   | Tipo              |
| --------------------------------------------------------------- | ------------------- | ----------- | -------- | ----------------- |
| Record maschili                                                 |                     |             |          |                   |
| Femi Ogunode                                                    | 100 m               | Qatar       | 10"07    | Record dei Giochi |
| Femi Ogunode                                                    | 200 m               | Qatar       | 20"46    | Record dei Giochi |
| Sajjad Hashemi                                                  | 400 m               | Iran        | 45"81    |                   |
| Girmay Hadgu                                                    | 800 m               | Eritrea     | 1'47"20  |                   |
| Mark Kiptoo                                                     | 5000 m              | Kenya       | 13'06"17 | Record dei Giochi |
| Agus Prayogo                                                    | 5000 m              | Indonesia   | 14'02"12 |                   |
| Mutaz Barshim                                                   | Salto in alto       | Qatar       | 2,29 m   | Record dei Giochi |
| Paweł Wojciechowski                                             | Salto con l'asta    | Polonia     | 5,81 m   | Record dei Giochi |
| Record femminili                                                |                     |             |          |                   |
| Ana Cláudia Lemos                                               | 200 m               | Brasile     | 23"01    | Record dei Giochi |
| Geisa Coutinho                                                  | 400 m               | Brasile     | 51"08    | Record dei Giochi |
| Alina Talay                                                     | 100 m ostacoli      | Bielorussia | 12"95    | Record dei Giochi |
| Zhang Wenxiu                                                    | Lancio del martello | Cina        | 74,29 m  | Record dei Giochi |
| Geisa Coutinho Vanda Gomes Ana Cláudia Lemos Franciela Krasucki | staffetta 4×100 m   | Brasile     | 43"73    | Record dei Giochi |
| — Record dei Giochi · — Record nazionale                        |                     |             |          |                   |

## Risultati

### Uomini
| Specialità             | Oro                                                                         | Oro      | Argento                                                                      | Argento  | Bronzo                                                                             | Bronzo   |
| 100 m                  | Femi Ogunode                                                                | 10"07    | Aziz Ouhadi                                                                  | 10"17    | Nilson André                                                                       | 10"34    |
| 200 m                  | Femi Ogunode                                                                | 20"46    | Aziz Ouhadi                                                                  | 20"62    | Joel Tapia                                                                         | 20"88    |
| 400 m                  | Sajjad Hashemi                                                              | 45"81    | Mark Mutai                                                                   | 45"91    | Arismendy Peguero                                                                  | 45"95    |
| 800 m                  | Marcin Lewandowski                                                          | 1'45"77  | Jackson Kivuva                                                               | 1'45"93  | Geoffrey Matum                                                                     | 1'45"94  |
| 1500 m                 | Gideon Gathimba                                                             | 3'40"62  | Mohamed Moustaoui                                                            | 3'41"04  | Imad Touil                                                                         | 3'41"24  |
| 5000 m                 | Mark Kiptoo                                                                 | 13'06"17 | Vincent Kiprop                                                               | 13'06"31 | Bilisuma Gelassa                                                                   | 13'06"73 |
| 10000 m                | Josphat Kiprono Menjo                                                       | 28'36"92 | Ali Hasan Mahboob                                                            | 28'37"08 | Kiplimo Kimutai                                                                    | 28'45"27 |
| Maratona               | Patrick Tambwé                                                              | 2'18"17  | Rachid Ghamnoumi                                                             | 2'18"43  | Paul Kosgei                                                                        | 2'20"43  |
| 110 m ostacoli         | Dominik Bochenek                                                            | 13"74    | Ji Wei                                                                       | 13"81    | Mariusz Kubaszewski                                                                | 13"87    |
| 400 m ostacoli         | Raphael Fernandes                                                           | 50"50    | Víctor Solarte                                                               | 50"60    | Leonardo Capotosti                                                                 | 50"86    |
| 3000 m siepi           | Simon Ayeko                                                                 | 8'29"39  | Abdelkader Hachlaf                                                           | 8'29"43  | Abubaker Ali Kamal                                                                 | 8'30"71  |
| Salto in alto          | Mutaz Barshim                                                               | 2,29 m   | Yuriy Krymarenko                                                             | 2,23 m   | Dmytro Dem'yanyuk                                                                  | 2,20 m   |
| Salto con l'asta       | Paweł Wojciechowski                                                         | 5,81 m   | Łukasz Michalski                                                             | 5,65 m   | Fábio Gomes da Silva                                                               | 5,60 m   |
| Salto in lungo         | Yu Zhenwei                                                                  | 8,05 m   | Zhang Xiaoyi                                                                 | 7,90 m   | Víctor Castillo                                                                    | 7,81 m   |
| Salto triplo           | Jefferson Sabino                                                            | 16,89 m  | Issam Nima                                                                   | 16,49 m  | Dzmitry Dziatsuk                                                                   | 16,38 m  |
| Getto del peso         | Andriy Semenov                                                              | 20,02 m  | Candy Bauer                                                                  | 19,14 m  | Andrei Siniakou                                                                    | 18,10 m  |
| Lancio del disco       | Mahmoud Samimi                                                              | 61,36 m  | Rashid Shafi Al-Dosari                                                       | 61,21 m  | Musab Momani                                                                       | 60,97 m  |
| Lancio del giavellotto | Ari Mannio                                                                  | 82,48 m  | Spyridon Lempessis                                                           | 76,35 m  | Matija Kranjc                                                                      | 74,71 m  |
| 4×100 m                | Brasile Vicente de Lima Ailson Feitosa Basílio Morais Junior Nilson André   | 39"53    | Polonia Grzegorz Zimniewicz Kamil Masztak Robert Kubaczyk Marcin Marciniszyn | 39"63    | Sri Lanka Shareef Safran Ranil Jayawaradena Gihan Chamara Shehan Ambepitiya        | 40"02    |
| 4×400 m                | Polonia Piotr Klimczak Daniel Dąbrowski Kacper Kozłowski Marcin Marciniszyn | 3'04"55  | Kenya Kipkemboi Soi Jonathan Kibet Geoffrey Matum Mark Mutai                 | 3'07"87  | India Riju Kallammarukunnal Premanand Jayakumar Mortaja Shake Kunhu Puthenpurakkal | 3'08"31  |

### Donne
| Specialità          | Oro                                                                     | Oro      | Argento                                                                         | Argento  | Bronzo                                                                                 | Bronzo   |
| 100 m               | Mariya Ryemyen                                                          | 11"34    | Ana Cláudia Lemos                                                               | 11"37    | Olesya Povh                                                                            | 11"49    |
| 200 m               | Ana Cláudia Lemos                                                       | 23"01    | Mariya Ryemyen                                                                  | 23"27    | Olesya Povh                                                                            | 23"40    |
| 400 m               | Geisa Coutinho                                                          | 51"08    | Olga Tereshkova                                                                 | 51"27    | Jaílma de Lima                                                                         | 51"77    |
| 800 m               | Maryna Arzamasava                                                       | 2'01"39  | Margarita Matsko                                                                | 2'01"83  | Hellen Obiri                                                                           | 2'01"86  |
| 1500 m              | Nancy Langat                                                            | 4'15"42  | Denise Krebs                                                                    | 4'15"87  | Geneb Regasa                                                                           | 4'16"31  |
| 5000 m              | Shitaye Habtegebrel                                                     | 15'52"84 | Tejitu Chalchissa                                                               | 15'54"51 | Rebecca Cheptegei                                                                      | 16'00"26 |
| 10000 m             | Doris Changeywo                                                         | 33'38"93 | Lineth Chepkurui                                                                | 33'39"13 | Kareema Saleh Jasim                                                                    | 33'45"34 |
| Maratona            | Kim Kum-Ok                                                              | 2'35"22  | Wei Yanan                                                                       | 2'36"19  | Helalia Johannes                                                                       | 2'37"15  |
| 100 m ostacoli      | Alina Talay                                                             | 12"95    | Veronica Borsi                                                                  | 13"08    | Ekaterina Poplavskaya                                                                  | 13"12    |
| 3000 m siepi        | Mercy Njoroge                                                           | 9'36"92  | Irini Kokkinariou                                                               | 9'39"53  | Salima El Ouali Alami                                                                  | 9'42"51  |
| Salto in lungo      | Keila Costa                                                             | 6,41 m   | Vanessa Seles                                                                   | 6,28 m   | Ruslana Tsykhotska                                                                     | 6,23 m   |
| Salto triplo        | Simona La Mantia                                                        | 14,19 m  | Keila Costa                                                                     | 14,11 m  | Ruslana Tsykhotska                                                                     | 14,05 m  |
| Lancio del martello | Zhang Wenxiu                                                            | 74,29 m  | Nataliya Zolotukhina                                                            | 67,93 m  | Rosa Rodríguez                                                                         | 67,16 m  |
| 4×100 m             | Brasile Geisa Coutinho Vanda Gomes Ana Cláudia Lemos Franciela Krasucki | 43"73    | Polonia Marika Popowicz Daria Korczyńska Marta Jeschke Ewelina Ptak             | 44"35    | Ucraina Yevgeniya Snihur Olena Chebanu Mariya Ryemyen Olesya Povh                      | 45"00    |
| 4×400 m             | Brasile Vanda Gomes Christiane dos Santos Geisa Coutinho Jaílma de Lima | 3'32"42  | Rep. Dominicana Raisa Sánchez Margarita Manzueta Marlenis Veras Yolanda Valerio | 3'38"75  | Sri Lanka Menaka Wickramasinghe Champika Dilrukshi Sva Kusumawathi Chandrika Subashini | 3'44"32  |

## Medagliere

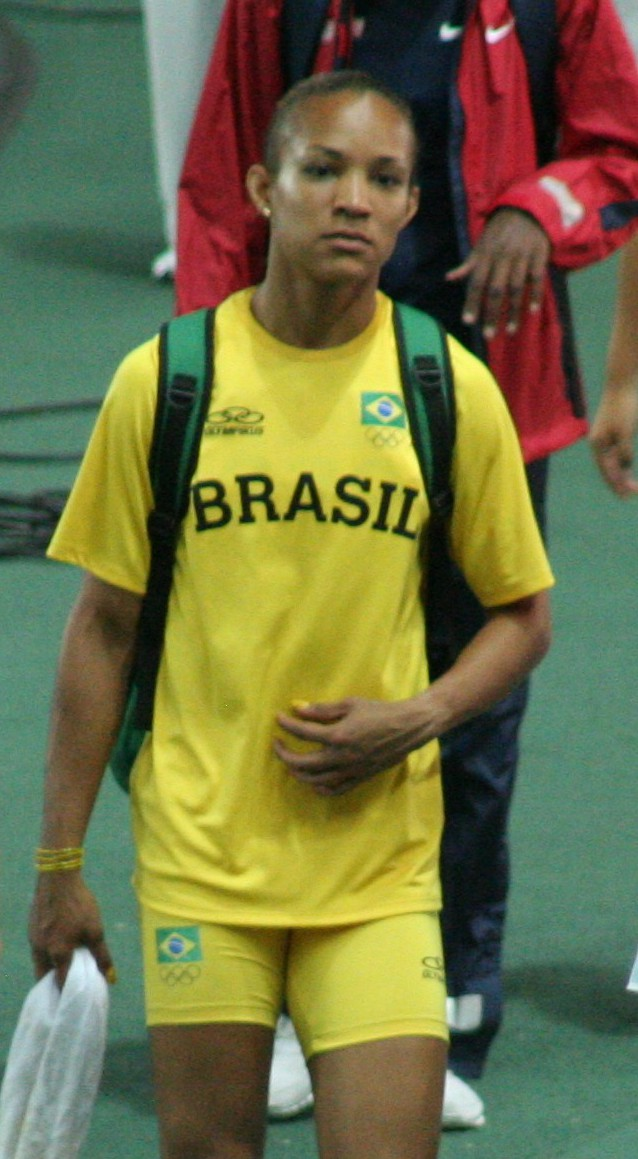
Keila Costa, vincitrice della medaglia d'oro nel salto in lungo e dell'argento nel salto triplo.

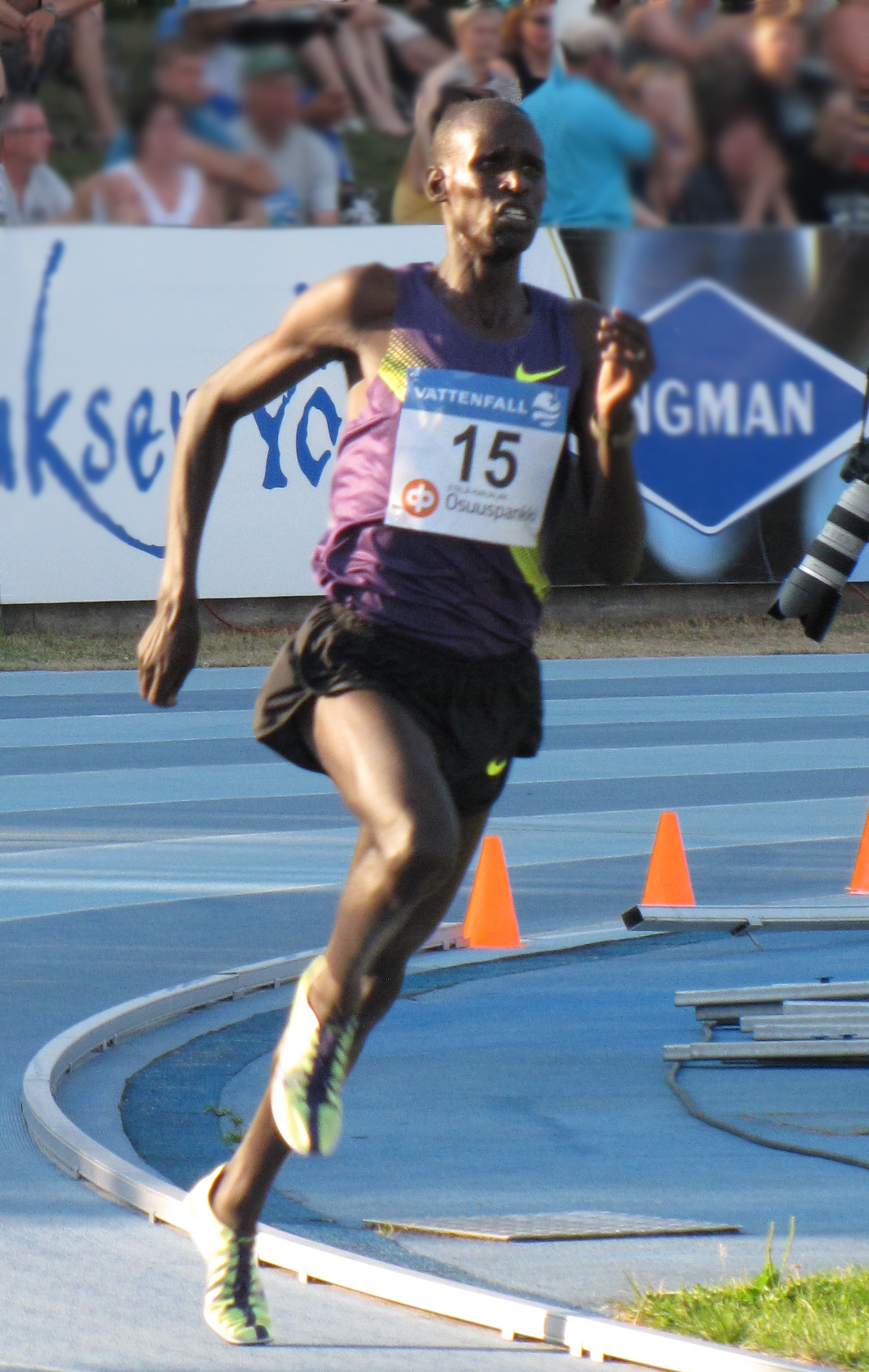
Josphat Kiprono Menjo, vincitore dei 10000 m.

| Posiz. | Nazione         | Oro | Argento | Bronzo | Totale |
| ------ | --------------- | --- | ------- | ------ | ------ |
| 1      | Brasile         | 8   | 3       | 3      | 14     |
| 2      | Kenya           | 6   | 5       | 4      | 15     |
| 3      | Polonia         | 4   | 3       | 1      | 8      |
| 4      | Qatar           | 3   | 1       | 1      | 5      |
| 5      | Ucraina         | 2   | 3       | 6      | 11     |
| 6      | Cina            | 2   | 3       | 0      | 5      |
| 7      | Bielorussia     | 2   | 0       | 3      | 5      |
| 8      | Iran            | 2   | 0       | 0      | 2      |
| 9      | Bahrein         | 1   | 2       | 3      | 6      |
| 10     | Italia          | 1   | 1       | 1      | 3      |
| 11     | Francia         | 1   | 1       | 0      | 2      |
| 12     | Uganda          | 1   | 0       | 1      | 2      |
| 13     | Finlandia       | 1   | 0       | 0      | 1      |
| 13     | Corea del Nord  | 1   | 0       | 0      | 1      |
| 15     | Marocco         | 0   | 4       | 1      | 5      |
| 16     | Germania        | 0   | 2       | 0      | 2      |
| 16     | Grecia          | 0   | 2       | 0      | 2      |
| 16     | Kazakistan      | 0   | 2       | 0      | 2      |
| 19     | Rep. Dominicana | 0   | 1       | 2      | 3      |
| 19     | Venezuela       | 0   | 1       | 2      | 3      |
| 21     | Algeria         | 0   | 1       | 1      | 2      |
| 22     | Sri Lanka       | 0   | 0       | 2      | 2      |
| 23     | India           | 0   | 0       | 1      | 1      |
| 23     | Giordania       | 0   | 0       | 1      | 1      |
| 23     | Namibia         | 0   | 0       | 1      | 1      |
| 23     | Slovenia        | 0   | 0       | 1      | 1      |
| Totale | Totale          | 35  | 35      | 35     | 105    |